# Empada frita
A empada frita como o próprio nome já diz a massa é substituída por uma similar a de pastel, tem seu charme próprio e é bastante saborosa. A empada frita de Salto - cidade interiorana do Estado de São Paulo´ - é um quitute culinário, reconhecido pelo decreto 37/2007, como patrimônio culinário cultural dessa Estância de Turismo.
Salto é uma estância turística no interior do estado de São Paulo, localizada entre as cidades de Itu e Indaiatuba e, conta atualmente com aproximadamente com 110 mil habitantes. Seu nome, se deve há uma cachoeira do rio Tiete que passa pela cidade.

## História
Os primeiros relatos datam do inicio dos anos 40, quando a empadeira Diamantina Andriolli, mais conhecia como Dona Nena, passou a vender o salgado em cestas de vime pelas ruas da cidade, auxiliada por seus filhos, tal receita rendeu-lhe importância história sendo registrada até hoje nos livros de famílias tradicional de Salto. Logo, com o sucesso da novidade,outras empadeiras passaram a seguir sua receita inovadora, tornando-a famosa.
Por mais de meio século as empadeiras abasteceram os bares e restaurantes da cidade. Atualmente diversos estabelecimentos produzem e comercializam esse bem cultural. A tradição das empadas foi sendo ampliada ao longo dos anos, diversificando a receita original nas mãos de diferentes cozinheiras que, compartilhavam seus segredos culinários através de gerações.
As pessoas mais conhecidas, que ainda apostam nesta deliciosa tradição, segundo registros da prefeitura são: Darci Fan Callegari, Deolinda Bimbatti, Elza e Silva Lazzazzera, além de Idair e Sueli Scarllet.
Estabelecimentos autorizados possuem o selo que garante a autenticidade da receita.

## Receita
A massa é feita de farinha de trigo, água, sal , fermento, gordura e um pouco de cachaça (dependendo de quem prepara, ocorre alguma divergência)
Os recheios mais tradicionais são de frango e de palmito, todavia, com o passar do tempo novos sabores foram criados, tais como: brócolis, camarão e carne seca. Atualmente existe também empadas doces que são servidas como sobremesas, sendo os sabores: maçã com canela, banana, chocolate e sorvete, os mais conhecido.

## Modo de Preparo
Misture todos os ingredientes da receita muito bem e quando estiver pronta deixe descansar. Abra a massa nas forminhas de empada e coloque o recheio (de sua preferência). Cubra com outra rodela de massa e frite em óleo bem quente. O salgado deve ser frito dentro da forma, pois caso não a mesma pode encharcar, abrir ou estourar. Durante a fritura, a empada sai naturalmente da forma.

### Concursos e festivais
Devido ao sucesso do quitute, em 2009 a prefeitura realizou o primeiro concurso cultural para eleger a melhor empada e o sabor mais inovador, o foco principal era para divulgação do salgado. Neste ano foi lançada a empada de alho poró que foi a vencedora.
Como a cidade não conta mais com esse evento, a divulgação das empadas está sendo feito nas festa de cidade e na da padroeira do município Nossa Senhora de monte Serrat.

## Etimologia
Com origem no latim, panis , que significa pão , a etimologia dessa palavra é uma simplificação de empanada (do espanhol).